# Hotel Espanya (Sabadell)
L'Hotel Espanya és un edifici del Centre de Sabadell, al Vallès Occidental, que antigament albergà un hotel. Està situat a la cantonada entre el carrer de Sant Pere i la Rambla, 22-24. Actualment hi ha una sucursal de Bancaixa. A l'altra banda del carrer de Sant Pere hi ha la Farmàcia Masvidal, també fent cantonada.
Forma part del patrimoni monumental de Sabadell catalogat en l'Inventari del Patrimoni Arquitectònic Català per la Generalitat de Catalunya i en el Pla Especial de Protecció del Patrimoni de Sabadell (PEPPS) per l'Ajuntament de Sabadell.

## Edifici
Edifici concebut originàriament com a hotel i que dona a dos carrers. La façana principal, situada a la Rambla, presenta una distribució asimètrica. La decoració dels murs és austera i està dividida en dues zones: la planta baixa i els pisos superiors. La planta baixa està distribuïda en cinc vans on se situa la porta principal. El mur està decorat amb carreus de pedra que donen un sentit horitzontal a la façana, fet que contrasta amb les línies verticals que marquen els balcons. Els pisos superiors presenten una distribució en cinc balcons sustentats per mènsules, amb una decoració amb estuc i en relleu a la zona del brancal i de la llinda. Entre cada balcó hi ha una decoració amb franges rectangulars, a manera de pilastres realitzades en estuc que neixen del pis fins a arribar a l'acabament de la façana. Aquest presenta unes motllures en gradació.